# أليسون غرانت
أليسون غرانت (بالإنجليزية: Alison Grant)‏ هي لاعبة كرة قدم نيوزيلندية، ولدت في 9 أغسطس 1961 في أوكلاند في نيوزيلندا. شاركت مع منتخب نيوزيلندا لكرة القدم للسيدات.